# Reina del Festival del Huaso de Olmué
La reina del Festival del Huaso de Olmué (más conocida como Reina Huasa) fue el título entregado por el público asistente al certamen, a la mujer más destacada de cada versión.
La primera reina fue escogida por los artistas que participaron de la competición del evento.

## Lista de reinas
| Año  | Nombre                                         | Ocupación                                      | Canal/Medio                                    | Notas                                                    | Ref.                                           |
| ---- | ---------------------------------------------- | ---------------------------------------------- | ---------------------------------------------- | -------------------------------------------------------- | ---------------------------------------------- |
| 1986 | María Eugenia Moglia Rondón                    | Folclorista                                    | —                                              | Participante competencia folclórica con "Los Trocaleros" | [ 1 ]                                          |
| 2001 | Luisella Passalacqua                           | —                                              | —                                              | —                                                        |                                                |
| 2008 | Nathalie Nicloux                               | Actriz y comediante                            | Chilevisión                                    | Parte de El Club de la Comedia.                          | [ 2 ]                                          |
| 2009 | Sigrid Alegría                                 | Actriz y folclorista                           | —                                              | Participante competencia folclórica con Aparcoa          | [ 3 ]                                          |
| 2010 | Catalina Olcay                                 | Actriz                                         | Chilevisión                                    | Parte de la telenovela Mujeres de Lujo.                  | [ 4 ]                                          |
| 2011 | Bárbara Ruiz-Tagle                             | Actriz                                         | Chilevisión                                    | Parte de la telenovela Infiltradas.                      | [ 5 ]                                          |
| 2012 | Yuri                                           | Cantante                                       | —                                              | Artista invitada al festival                             | [ 6 ]                                          |
| 2013 | Ingrid Aceitón                                 | Modelo                                         | Chilevisión                                    | Participante del reality Diamantes en Bruto              | [ 7 ]                                          |
| 2014 | Juanita Parra                                  | Baterista de Los Jaivas                        | —                                              | Artista invitada al festival junto a Los Jaivas          | [ 8 ]                                          |
| 2015 | Antonia Santa María                            | Actriz                                         | TVN                                            | Jurado del festival.                                     | [ 9 ]                                          |
| 2016 | Javiera Contador                               | Actriz y presentadora de televisión            | TVN                                            | Jurado del festival.                                     | [ 10 ]                                         |
| 2017 | Begoña Basauri                                 | Actriz                                         | TVN                                            | Parte del matinal Muy Buenos Días.                       | [ 11 ]                                         |
| 2018 | Scarleth Cárdenas                              | Periodista                                     | Radio Biobío                                   | Jurado del festival.                                     | [ 12 ]                                         |
| 2019 | Chantal Gayoso                                 | Bailarina                                      | TVN                                            | Parte del programa Rojo, el color del talento.           | [ 13 ]                                         |
| 2020 | Carolina Contreras                             | Reina de Olmué 2020                            | —                                              | Primera olmueína en poseer la corona                     | [ 14 ]                                         |
| 2021 | No se realizó debido a la pandemia de COVID-19 | No se realizó debido a la pandemia de COVID-19 | No se realizó debido a la pandemia de COVID-19 | No se realizó debido a la pandemia de COVID-19           | No se realizó debido a la pandemia de COVID-19 |
| 2022 | No se realizó debido a la pandemia de COVID-19 | No se realizó debido a la pandemia de COVID-19 | No se realizó debido a la pandemia de COVID-19 | No se realizó debido a la pandemia de COVID-19           | No se realizó debido a la pandemia de COVID-19 |